# François-Antoine-Henri Descroizilles
François-Antoine-Henri Descroizilles (1751 – 1825) è stato un chimico francese.
Farmacista a Rouen, allievo di Guillaume-François Rouelle, si occupò di problemi di chimica analitica, e va annoverato tra i fondatori dell'analisi volumetrica.
Nel 1791 Descroizilles inventò uno strumento per misurare la quantità di cloro presente nei coloranti usati nell'arte tintoria. Nel 1806 ne costruì una nuova versione, che permetteva di misurare la quantità di alcali presenti nei fluidi, e lo chiamò alcalimetro.